# South Mills (Carolina del Norte)
South Mills es un lugar designado por el censo ubicado en el condado de Camden en el estado estadounidense de Carolina del Norte. Es sede del condado de Camden. La localidad en el año 2010, tenía una población de 454 habitantes.

## Geografía
South Mills se encuentra ubicado en las coordenadas 36°26′38.4″N 76°19′35.25″O / 36.444000, -76.3264583. 